# Love And Rockets (zespół muzyczny)
Love And Rockets – brytyjski zespół rocka alternatywnego, działający od 1984 do 1999 i ponownie od 2007 do 2009 roku. Przez cały okres jego istnienia grupę tworzyli  Daniel Ash (śpiew, gitara i  saksofon), David J. (gitara basowa i wokal) i Kevin Haskins (perkusja i syntezatory). Cała trójka występowała wcześniej w zespole Bauhaus.

## Historia
Zespół zaczerpnął swoją nazwę od popularnej serii komiksów Love and Rockets autorstwa braci Hernandez. W swojej twórczości odrzucili gotycki styl muzyczny, znany z okresu istnienia grupy Bauhaus, kierując się w stronę rocka alternatywnego, zmieszanego z punk-rockiem i psychodelią. Na czwartym z kolei albumie Love And Rockets (1989), zaprezentowali muzykę bardziej przebojową. Pochodzący z tej płyty singel  "So Alive" dotarł do trzeciego miejsca na liście Billboard Hot 100.Po wydaniu tego albumu nastąpiła pięcioletnia przerwa w nagraniach studyjnych, aż do wydania albumu  Hot Trip to Heaven (1994). Zespół zakończył działalność w 1999, rok po wydaniu siódmego albumu Lift. Wszyscy trzej członkowie formacji wraz z Peterem Murphym reaktywowali w 1998 na trasę koncertową grupę Bauhaus. Love And Rockets powrócił na kilka koncertów w 2007 i 2008, kończąc ostatecznie działalność w 2009.

## Dyskografia

### Albumy studyjne
- Seventh Dream of Teenage Heaven (1985)
- Express (1986)
- Earth, Sun, Moon (1987)
- Love and Rockets (1989)
- Hot Trip to Heaven (1994)
- Sweet F.A. (1996)
- Lift (1998)

### Kompilacje
- Sorted! The Best of Love and Rockets (2003)

### Albumy koncertowe
- So Alive (2003)